# Ильин, Леонид Андреевич
Леони́д Андре́евич Ильи́н (15 марта 1928 — 7 октября 2023) — советский и российский деятель медицинской науки, специалист по радиационной гигиене. Почётный президент ФМБЦ им. А. И. Бурназяна, академик РАМН, профессор, доктор медицинских наук. Герой Социалистического Труда (1988), лауреат Ленинской премии (1985), двух Государственных премий СССР (1969, 1977) и Государственной премии Российской Федерации (2000).

## Биография
Родился 15 марта 1928 года в Харькове.
Поступил в 1-й Ленинградский медицинский институт, окончил его с отличием в 1953 году.
Служил в ВМФ СССР. Был начальником медицинской службы боевого корабля. Ильину удалось создать первую на Черноморском военном флоте радиологическую лабораторию.
После окончания службы работал в Ленинграде старшим научным сотрудником медико-биологического отдела НИИ ВМФ СССР.
С 1961 года — руководитель лаборатории радиационной защиты Ленинградского научно-исследовательского института радиационной гигиены Министерства здравоохранения СССР, в 1962 году стал заместителем директора по научной работе этого института.
В 1968 году занял пост директора и научного руководителя Государственного ордена Ленина научного центра — Института биофизики Министерства здравоохранения СССР.
В 1974 году избран членом-корреспондентом АМН СССР, а в 1978 году стал академиком. Благодаря работе Ильина и его коллег были созданы новейшие препараты — средства для борьбы с радиационными воздействиями.
Принимал участие в испытаниях разработанных препаратов в полигонных условиях, стал ветераном подразделений особого риска.
В 1980 году стал членом Президиума, в 1984 году был избран вице-президентом Академии медицинских наук СССР.
Неоднократно избирался членом Главного комитета Международной комиссии по радиационной защите (МКРЗ).
С 1972 года представитель СССР (впоследствии России) в Научном комитете по действию атомной радиации ООН.
При участии и под руководством Ильина были разработаны регламенты аварийного облучения людей и (впервые в мировой практике) методические рекомендации по защите гражданского населения в случае аварии на ядерных объектах.
Эти разработки стали основополагающими в обосновании мероприятий по защите гражданского населения во время и после аварии на Чернобыльской АЭС.
Ильин одним из первых узнал о катастрофе на Чернобыльской АЭС:

Я узнал о чернобыльской катастрофе через два часа. 27 апреля двумя специальными рейсами «Аэрофлота» пострадавших (более 100 работников станции и пожарных) доставили к нам в Институт биофизики. Самолёты эти потом были разобраны и уничтожены, так сильно были загрязнены. Пострадавшие ничего не могли толком объяснить, неохотно шли на разговор, находились в состоянии глубокой депрессии.
— Из интервью Л. А. Ильина газете «Гомельская правда»
С первых дней катастрофы на ЧАЭС Ильин работал в очаге взрыва, был одним из научных руководителей медико-биологических и гигиенических работ по ослаблению последствий аварии.
Ильин стал первым учёным, которому удалось разработать и обосновать прогноз последствий аварии на Чернобыльской АЭС, в последующем подтвержденный ведущими зарубежными и отечественными специалистами.
Работал вместе с известными учёными, создал несколько новейших препаратов, создал в соавторстве ряд учебных пособий. Ильин, Евгений Чазов, Бернард Лаун и ещё несколько учёных создали организацию «Врачи мира за предотвращение ядерной войны», которая в 1985 году получила Нобелевскую премию мира.
Указом Президиума Верховного Совета СССР от 14 марта 1988 года за большие заслуги в развитии медицинской науки, подготовке научных кадров и в связи с шестидесятилетием со дня рождения Ильину было присвоено звание Героя Социалистического Труда.
Скончался 7 октября 2023 года. Похоронен в Москве на Ваганьковском кладбище (уч. 33).

## Награды и почётные звания
- Медаль «Серп и Молот»
- Государственная премия Российской Федерации в области науки и техники (2000)
- Ленинская премия (1985)
- Государственная премия СССР (1969)
- Государственная премия СССР (1977)
- Премия Правительства Российской Федерации в области науки и техники (2001)
- 2 Ордена Ленина (3 сентября 1981, 14 марта 1988)
- Орден Октябрьской Революции
- Орден Трудового Красного Знамени (20 июля 1971)
- Орден Александра Невского (12 октября 2022) — за заслуги в развитии здравоохранения и многолетнюю добросовестную работу[5]
- Благодарность Президента Российской Федерации (25 сентября 2014) — за заслуги в развитии здравоохранения, медицинской науки и многолетнюю добросовестную работу[6]
- Благодарность Президента Российской Федерации (16 июля 2003) — за большой вклад в развитие отечественной науки в области радиационной защиты[7]
- Благодарность Президента Российской Федерации (16 марта 1998) — за большой вклад в развитие медицинской науки[8]
- Почётная грамота Правительства Российской Федерации (12 июля 1996) — за большой вклад в развитие отечественной науки и в связи с 50-летием Института биофизики Минздравмедпрома России
- другие награды.